# ペルソナ5 ダンシング・スターナイト
『ペルソナ5 ダンシング・スターナイト』（ペルソナファイブ ダンシング・スターナイト、PERSONA5 DANCING STAR NIGHT）は、アトラスが開発し、セガより2018年5月24日に発売されたPlayStation 4 / PlayStation Vita用ゲームソフト。

## 概要
『ペルソナ5』の楽曲を使用したリズムアクションゲーム。略称は「P5D」。『ペルソナ4 ダンシング・オールナイト』の流れを組んでいる。
PS Vita版は『P3D』と『P5D』との2本がセットになった『ペルソナダンシング デラックス・ツインプラス』が、PS4版は『P3D』と『P5D』にダウンロード版の『P4D』もセットになった『ペルソナダンシング オールスター・トリプルパック』が2018年5月28日に発売されている。

## ストーリー
全ての事件を解決した「心の怪盗団」。ある夜、夢の中でナイトクラブのような部屋になったベルベットルーム改め「クラブベルベット」招待される。そこで怪盗団は看守姿の双子の子供カロリーヌとジュスティーヌから姉であるエリザベスと「自身の客人こそが優れている。」を証明し、威信をかけたダンス対決で勝敗をつけるべくダンスを踊る依頼を引き受けることになる。

## 登場人物

### メインキャラクター
雨宮 蓮（あまみや れん）
声 - 福山潤
本作の主人公。双子の看守があつえた「宴衣装」では、DANCEと書かれた黒いTシャツと赤い手袋をした姿になっている。華麗でジャジーなダンスを披露する。
高巻 杏（たかまき あん）
声 - 水樹奈々
モデルの仕事もこなしている少女。持ち前の天真爛漫さで、奔放&セクシーに踊る。
坂本 竜司（さかもと りゅうじ）
声 - 宮野真守
元陸上部のエースだった少年。漢気あふれるロックで熱いダンスを披露する。
新島 真（にいじま まこと）
声 - 佐藤利奈
生徒会長を務めている少女。品行方正な優等生の殻を破り、パワフルでマーシャルアークライツに踊る。
喜多川 祐介（きたがわ ゆうすけ）
声 - 杉田智和
主人公とは違う高校に通っている少年。美的センスを爆発させた斬新なダンスを見せる。
モルガナ
声 - 大谷育江
猫のような姿をした謎の生物。バラエティに富んだノリノリなダンスを披露する。
佐倉 双葉（さくら ふたば）
声 - 悠木碧
天才的なプログラミングを持つ少女。独特の味わいを持つコミカルなダンスを披露する。
奥村 春（おくむら はる）
声 - 戸松遥
おっとりした性格の少女。得意のバレエをベースにした華麗なダンスを披露する。
カロリーヌとジュスティーヌ
声 - 豊崎愛生
ベルベットルームの住人。双子ならではの他の一線を画するコンビネーションダンスを見せる。

### サブキャラクター
全てのキャラクターがP3D・P5D共用DLCである。
テオドア
声 - 諏訪部順一
『ペルソナ3 ポータブル』に登場するベルベットルームの住人。その真価を発揮した頼り甲斐あるテクニカルなダンスを披露する。
ラヴェンツァ
声 - 豊崎愛生
『ペルソナ5』に登場するベルベットルームの住人。カロリーヌとジュスティーヌの本来の姿でもある。華麗ながら芯の強いダンスを見せる。
ラビリス
声 - 竹達彩奈
『ペルソナ4 ジ・アルティメット イン マヨナカアリーナ』に登場するアイギスの姉妹機にあたる少女型ロボット。活発な彼女らしい機動力を生かしたパワフルなダンスを披露する。
皆月 翔（みなづき しょう）
声 - 鈴村健一
『ペルソナ4 ジ・アルティマックス ウルトラスープレックスホールド』に登場する自らを「黒幕」と略している謎の少年。二刀流を用いた演舞のようなダンスを披露する。
荒垣 真次郎（あらがき しんじろう）
声 - 中井和哉
『ペルソナ3』に登場する月光館学園をある理由で休学している少年。孤高の強さと決意を感じさせるダンスを披露する。
明智 吾郎（あけち ごろう）
声 - 保志総一朗
『ペルソナ5』に登場する高校生探偵の少年。端麗かつ大胆なダンスを披露する。